# モータードライブ (カメラ)

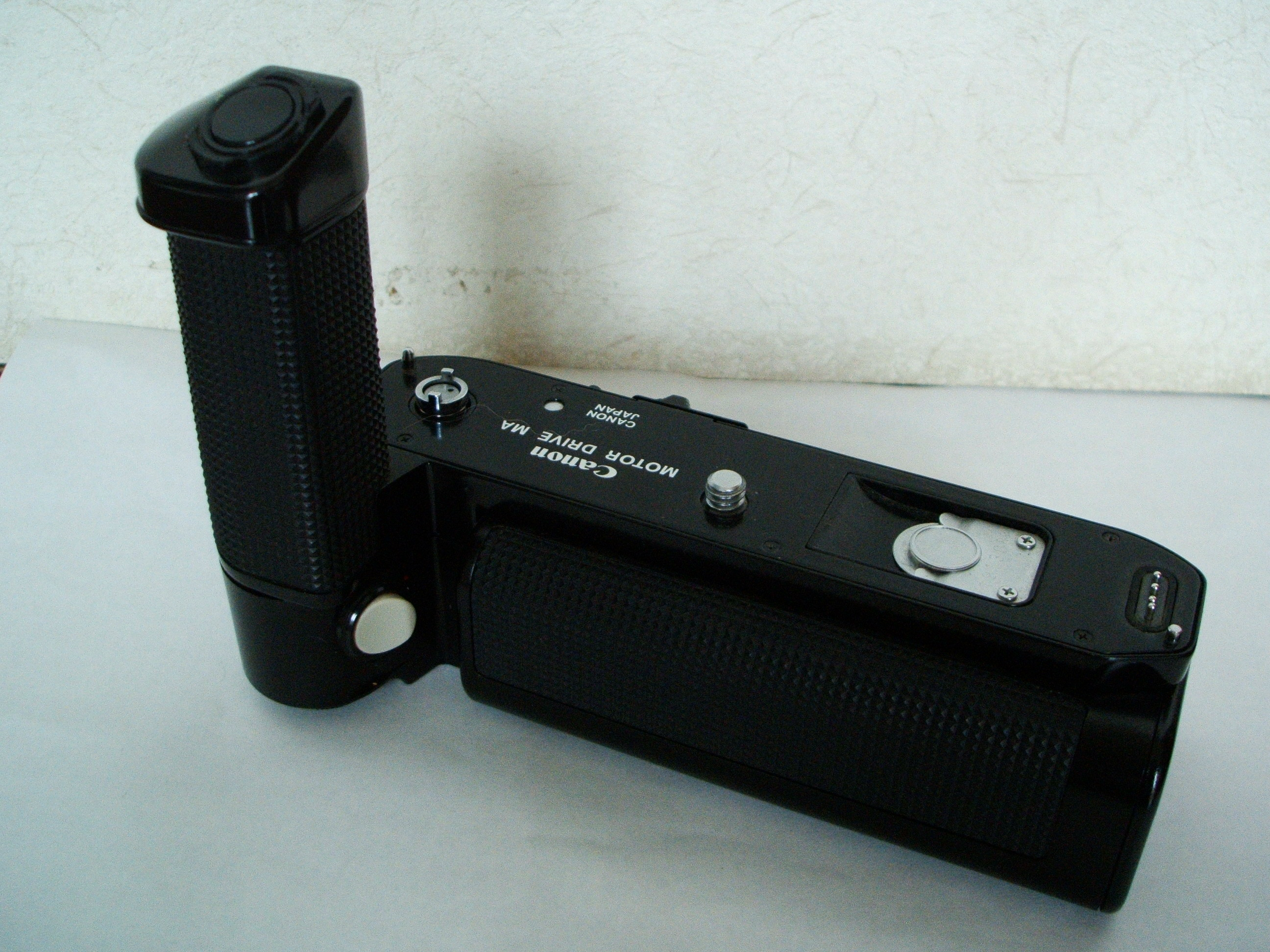
キヤノンモータードライブMA

モータードライブ（Motordrive ）とは、カメラのフィルム巻上げの自動化と高速化を可能にするためのカメラアクセサリーである。「モードラ」の略称が浸透している。
ロールフィルムを使用するカメラでは、シャッターレリーズによる露光終了後に人の手によってフィルムを巻き上げレバーまたは巻き上げノブにより巻き上げ、シャッターをチャージするという作業が必要である。このため報道写真や動物写真で必要な高速連写が不可能に近かった。そこで高速連写を可能にするために開発された自動巻き上げ装置がモータードライブである。

## ゼンマイ式モータードライブ
バネの力で巻き上げるスプリングドライブによる連写機構を備えたカメラはオットー・ベルニングによるロボットI（1934年発売）に始まるロボットシリーズが存在したが、スプリングが貯められる駆動力には限界があるため1コマ当たりの巻き上げ量が少ない24×24mm（ロボット）判を使用する、裏蓋を閉めると口を開放し摩擦を少なくする専用マガジンを使用しなければならないなど特殊な存在に留まっていた。
24×36mm（ライカ）判カメラとしてはベル＆ハウエル（Bell & Howell ）のフォトン（1948年発売）があるが、高価で一般化しなかった。
日本ではリコーオートハーフ（1962年発売）、キヤノンダイアル35（1963年発売）、フジカドライブ（1964年発売）など、1コマあたりの巻上げ量が少ない24×18mm（ハーフ）判のカメラに採用例が多い。

## 電気式モータードライブ
報道機関向けにニコンS2Eに用意されたのが最初とされるが、当時の報道カメラマン達はモータードライブを「下手な鉄砲の数打ち」だと否定的に捉え、なかなか普及しなかった。例えば報道カメラマン舟山克をモデルとしたカメラ漫画『とんびの眼鏡』には、その当時の報道カメラマンがニコンS2E、ニコンS3Mのモータードライブに懐疑的であった姿勢が描かれている。
しかし1959年に発売された日本光学工業（現ニコン）初の一眼レフカメラニコンFには発売当初よりオプションとして設定され、1964年の東京オリンピックにて日本の報道カメラマンが手巻きで撮影している中で海外から取材に来たカメラマン達が当然のようにモータードライブを装着して次々と決定的ショットをモノにしていく姿を見るようになると、日本の報道カメラマン達もモータードライブに対する意識を変えていくようになる。
1971年発売のニコンF2は全数無調整で脱着可能とし、この頃には他メーカーもオプションとして発売するようになっていた。

### ワインダー
モータードライブは高価なため（また、当時は写真フィルム自体が高価でアマチュアにとってはそうそう気軽に高速連写ができる時代ではなかったので）、普及版としてフイルム巻上げ速度が2コマ/秒以下のワインダーが発売された。
初期の例としては1973年発売のトプコンスーパーDM用が挙げられる。しかしアメリカのカメラショーに発表した際には、現地の写真雑誌記者より「良いアイデアだが、トプコンが出したのではだめだ。もっとメジャーなメーカーが発売しなければ市場に受け入れられないだろう」とコメントされ、とても悔しい思いをしたと当時のトプコンの技術者が語っている。
その後1976年にキヤノンAE-1が「連写一眼」のキャッチコピーでベストセラーとなり、一般的になった。

### 高速モータードライブモデル
特に高速連写が必要な用途向けに、一般カメラをベースに超高速連写が可能なモータードライブを組み込んだ製品がいくつか発売された。元祖は日本光学工業（現ニコン）がニコンFをベースとし7コマ/秒を実現したニコンFハイスピードであるが、このカメラは連写時ミラーアップが必要であった。
これに続いてキヤノンがF-1をベースとして1972年の札幌オリンピックとミュンヘンオリンピックのために9コマ/秒のキヤノン高速モータードライブカメラを急遽製造した。日本光学工業もニコンF2ベースで製造しオリンピック記者向けに貸与したが、キヤノンがペリクルミラーと称する樹脂製ハーフミラーにより連写中でもファインダーのブラックアウトがなかったのに対し、普通の全反射ミラーだったニコンは連写速度にミラーの復元速度が追いつかず連写中ファインダーが真っ暗で何も見えず、おおいに不興を買ったという。その後日本光学工業は1978年にガラス製ハーフミラーを使用し10コマ/秒のニコンF2高速モータードライブを報道向けに限定発売した。
1984年のロサンゼルスオリンピックを目指して設計されたキヤノンNewF-1ハイスピードモータードライブカメラは14コマ/秒となった。この技術はオートフォーカス時代になってもキヤノンEOS-1RSに生かされている。

### カメラ本体への内蔵
電気モーターでフィルムを巻き上げる機構を内蔵する最初のカメラはヤシカセクエル（1962年発売）であり、同類同時期の製品としてはオリンパスペンEM（1965年発売）がある。その後コンパクトカメラの世界では比較的早い時期にモーターがカメラに内蔵されたが、これらは電源容量の限界もあって連写のためというよりはフィルム巻き上げを自動化したに留まっている。
モータードライブを内蔵した世界最初の市販一眼レフカメラはミノルタSR-M（1970年限定発売）であるが露出計を装備せず電源ユニットも別体であり、モータードライブを「内蔵」というよりは「一体化」したという方が相応しいものであった（X-1モーターも同様）。ミノルタX-1モーター（1976年発売）は露出計を装備し電源一体型となったが、ボディ重量が約1.5kgもあり連写速度も3.5コマ/秒と決して高速とは言えず、かつ高価であったことなどから販売実績は伸び悩み、市場にも影響を与えなかった。実際一般に「モータードライブを内蔵した世界最初の市販一眼レフカメラ」として言及されるカメラは次のコニカFS-1であることが多い。
そのコニカFS-1（1979年発売）はモータードライブを内蔵しながらボディーを普通サイズに納めて注目されたが、急いで設計したためかフィルム装填時のトラブルが多発し全製品リコールという事態を招き、結果的に「コニカが一眼レフ市場から撤退する原因を作ったのも、偽らざるところ」とあるように一眼レフカメラ事業そのものに止めを刺す遠因となってしまった。その後コンタックス137MD（1980年発売）、キヤノンT-70（1984年発売）などが散発的に発売されたがあまり一般化はしなかった。
ミノルタα-7000（1985年発売）以降はオートフォーカス化が急速に進み、フォーカスモーターを駆動するためにカメラボディー本体に大容量電源を積むのが当然になってモータードライブを本体に組み込むデメリットが小さくなり、相乗効果として小型で大容量のリチウム電池の普及も後押しとなり、もはや外付けのモータードライブはほとんど発売されなくなった。オートフォーカスの機種で外付けモータードライブがオプション設定されたのは1986年のミノルタα-9000が最後である。

### 欠点
初期のモータードライブは作動音が大きく、寺院、教会、葬儀場、結婚式場等静粛さを求められる場において不適であった。しかしニコンF4（1988年発売）、キヤノンEOS100（1991年発売）の頃から巻き上げ音を小さくすることを意識して設計されるようになった。
電池の使用量が多くカメラが大きく重くなる傾向にあるが、しかしこの問題は省電力化、電池改良、各部軽量化により解決されている。